# Сідаде-Універсітарія (станція метро)
38°45′4″ пн. ш. 9°9′33″ зх. д. / 38.75111° пн. ш. 9.15917° зх. д.
Сід́аде-Універсіт́арія (порт. Cidade Universitária) — станція Лісабонського метрополітену, розташована у північній частині міста Лісабона, в Португалії. Міститься на Жовтій лінії (або Соняшника), між станціями «Ентре-Кампуш» і «Кампу-Гранде». Станція берегового типу, мілкого закладення. Введена в експлуатацію 14 жовтня 1988 року в рамках пролонгації метрополітену у північному напрямку. Перебуває у першій зоні, вартість проїзду в межаї якої становить 0,75 євро. З моменту свого відкриття і аж до 1993 року була кінцевою станцією теперішньої Жовтої лінії.
Назва станції у буквальному перекладі українською мовою означає «Університетське містечко», оскільки розташована поруч з Лісабонським університетом. Неподалік також знаходиться відомий університетський шпиталь Святої Марії (порт. Hospital de Santa Maria), збудований у 1953 році.

## Опис
За архітектурою станція нагадує інші сучасні станції Лісабонського метро. При розписі стін були використані вислови відомих діячів науки, філософів, поетів тощо. Архітектор — Sanchez Jorge, художні роботи виконала Maria Helena Vieira da Silva, розпис облицювальних плиток — Manuel Cargaleiro. Станція має лише один вестибюль підземного типу, що має три виходи на поверхню. На станції заставлено тактильне покриття. 

## Режим роботи[5]
Відправлення першого поїзду відбувається з кінцевих станцій лінії:
- ст. «Рату» — 06:30
- ст. «Одівелаш» — 06:30

Відправлення останнього поїзду відбувається з кінцевих станцій лінії:
- ст. «Рату» — 01:00
- ст. «Одівелаш» — 01:00

## Галерея зображень

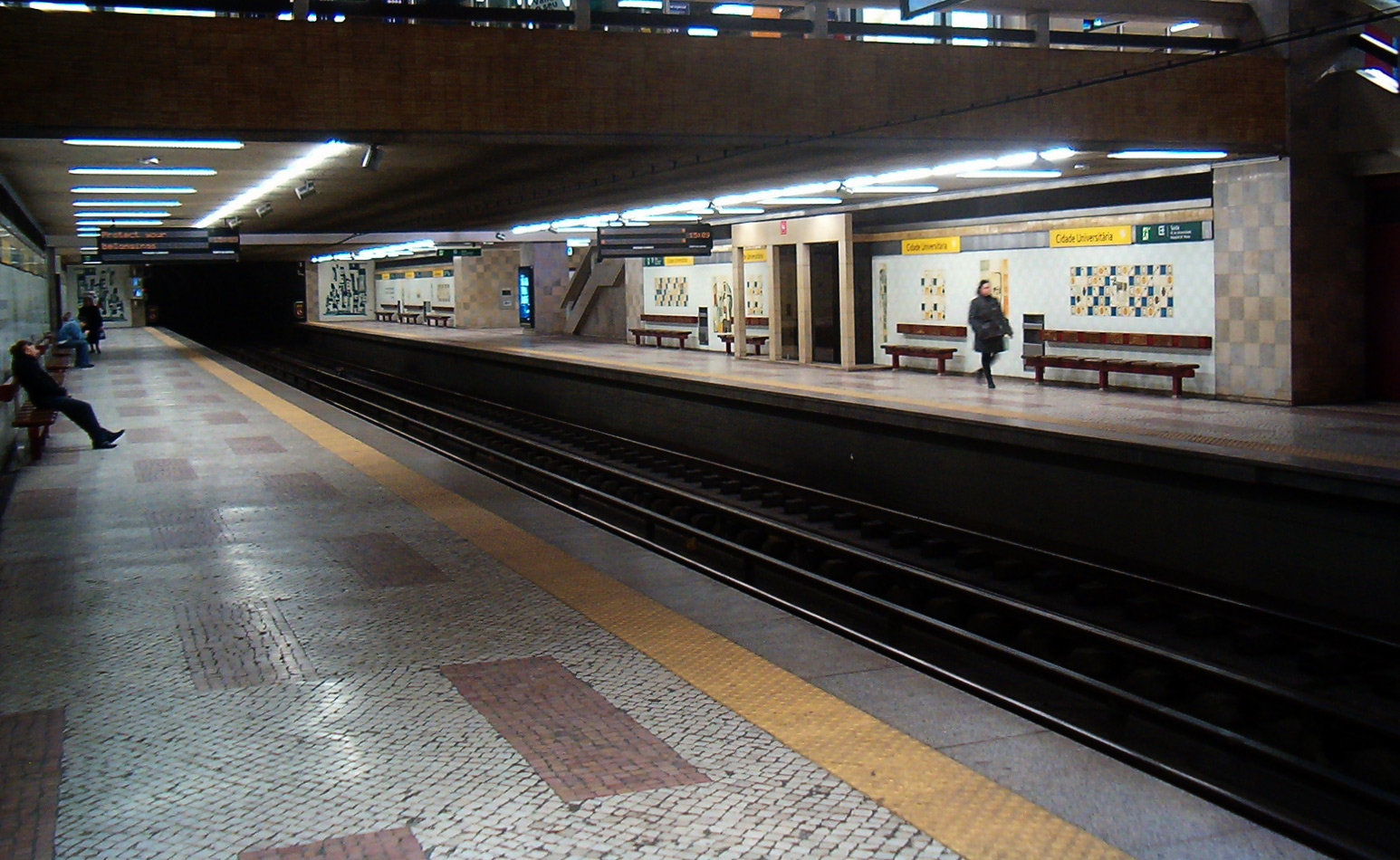
Посадкові платформи
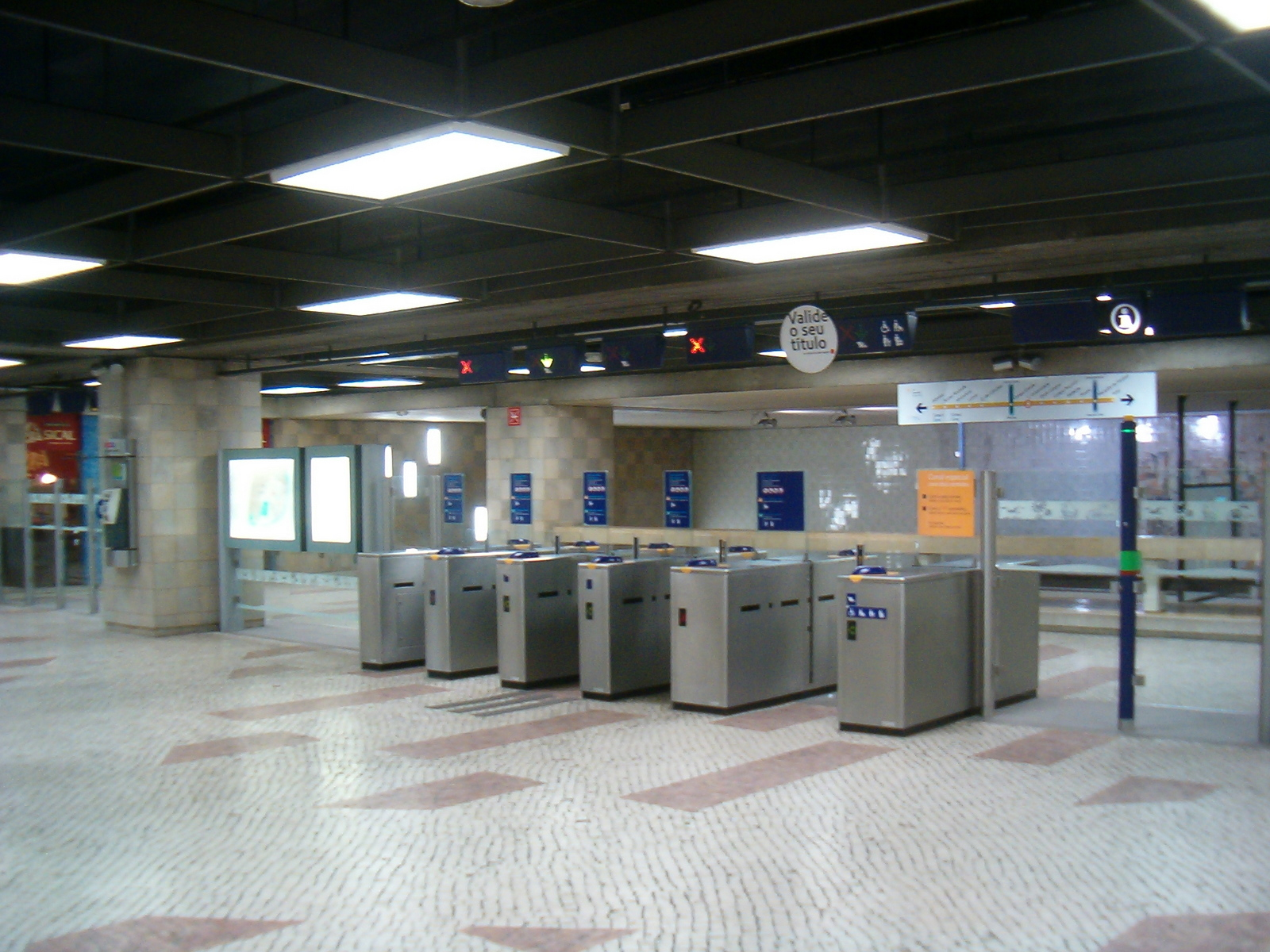
Пропускні турнікети
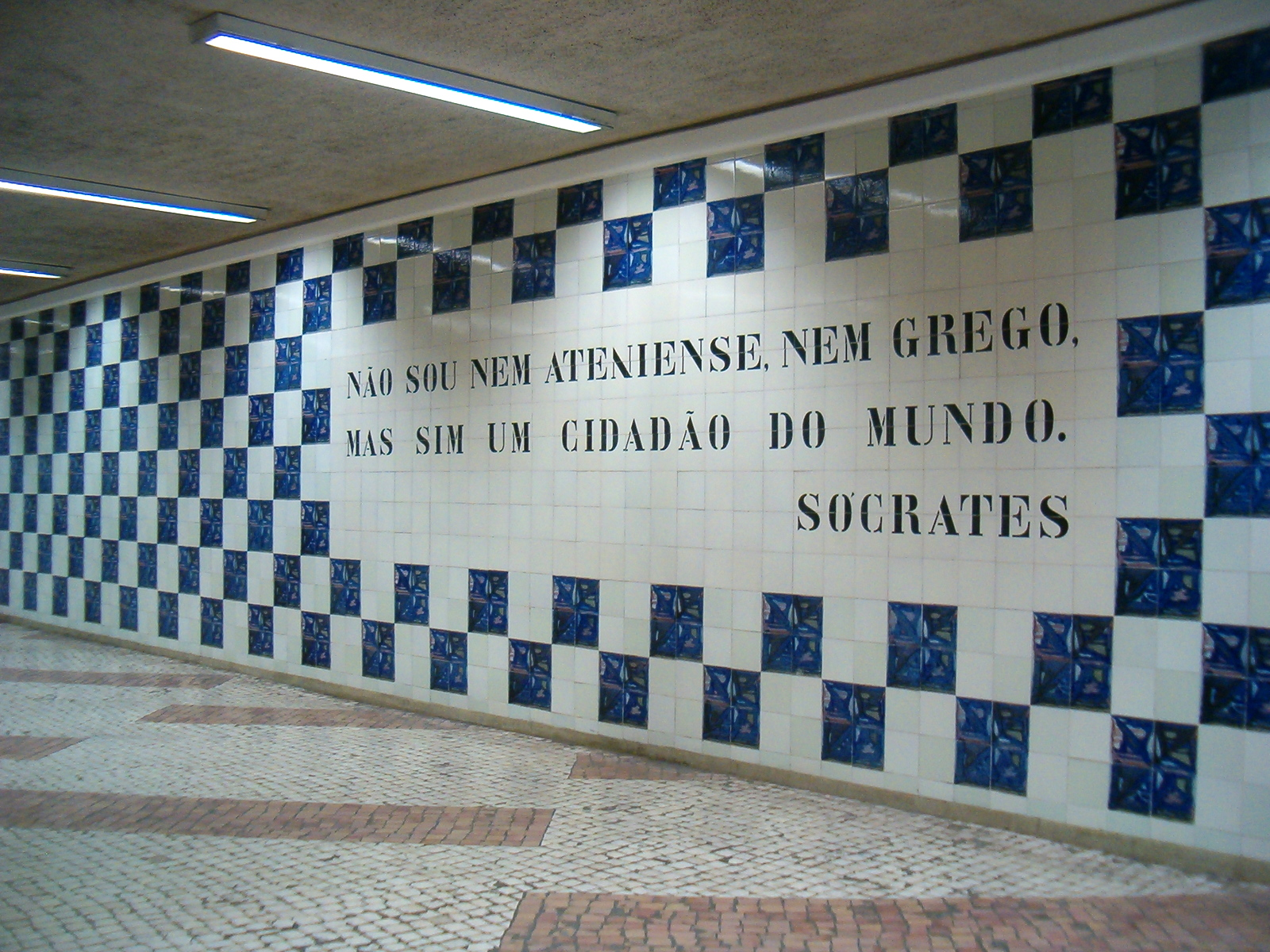
Декорація стін у виході на поверхню
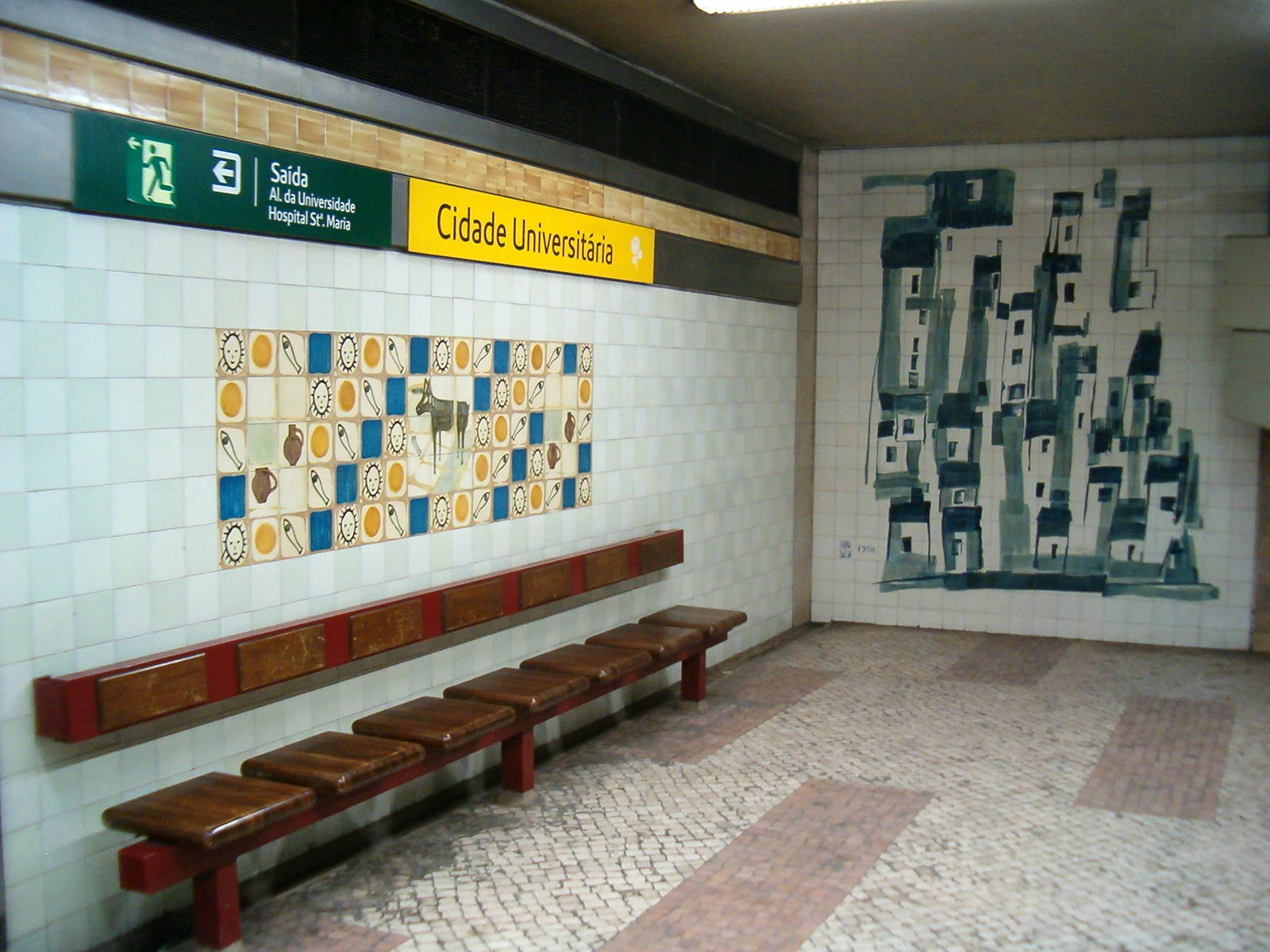
Декорація посадкової платформи